# Tony Hawk's Pro Skater HD
Tony Hawk's Pro Skater HD (también conocido como THPS:HD) es un videojuego de skate y el duodécimo de la serie Tony Hawk's. El juego fue desarrollado por Robomodo y publicado por Activision, y es un reestreno en alta definición con los niveles clásicos de Tony Hawk's Pro Skater y de Tony Hawk Pro Skater 2 y fue lanzado para Xbox 360 a través de Xbox Live el 18 de julio de 2012, en PlayStation 3 a través de PlayStation Network el 28 de agosto de 2012 y para Windows a través de Steam el 18 de septiembre de 2012.

## Gameplay
Tony Hawk's Pro Skater HD es un videojuego de skate, con énfasis en el arcade y el realismo. El objetivo es sumar puntos para completar con éxito trucos de skateboarding como, rutinas, los trucos de flip, saltos, etc., generando puntaje para el jugador y este se multiplica por el número de trucos en el combo. Si el jugador consigue llegar a tierra con el truco se le sumara toda la puntuación al banco de puntos de este, de lo contrario todos los puntos del combo se pierden. Pro Skater HD es una remasterización de siete etapas de los primeros dos
juegos de la saga, llevándolos al mundo de la alta definición, y como tal, la versión mantiene la jugabilidad de antaño, ya que no cuenta con niveles ni trucos adicionales, añadidos después en juegos posteriores de la serie. Se lanzaron contenidos descargables de Tony Hawk Pro Skater 3 (DLC) el mes de diciembre del 2012.
Los jugadores también tienen la tarea de completar los objetivos en cada nivel. A cambio de la realización de estos objetivos, los jugadores son recompensados con puntos que pueden ser usados para mejorar los atributos de un personaje. Estos incluyen alcanzar una puntuación en lo alto, recogiendo las letras "S-K-A-T-E", y la búsqueda de un DVD (antes VHS) escondido dentro de cada nivel. El modo Big Head es un nuevo modo de juego que poco a poco se le va inflando la cabeza del personaje del jugador. Si se vuelve demasiado grande explota y termina el juego. Para mantener el tamaño, los jugadores deben completar combos. Los puntajes más altos tienen un mayor impacto en la disminución del tamaño de la cabeza del personaje.
Siete niveles fueron seleccionados de las dos primeras entregas (THPS y THPS2), y también se incluyeron escenarios básicos de la serie, tales como almacenes y Escuela II. Mall, Hangar, Marsella, Jam Downhill, y Venice Beach también están incluidos.

## Pro-Skaters
- Tony Hawk
- Lyn-Z Adams Hawkins
- Steve Caballero
- Chris Cole (Anteriormente estuvo en la saga rival Skate)
- Jake Harrison
- Riley Hawk (Hijo de Tony Hawk)
- Nyjah Huston
- Eric Koston
- Rodney Mullen
- Andrew Reynolds
- Geoff Rowley
- Emily Westlund

## Niveles
- Warehouse (THPS)
- Escuela II (THPS2)
- Cuesta Abajo (THPS)
- Hangar (THPS2)
- Venice (THPS2)
- Mall (THPS)
- Marsella (THPS2)
- Aeropuerto (THPS3) (DLC)
- Canadá (THPS3) (DLC)
- Los Ángeles (THPS3) (DLC)

## Banda sonora
Clásicas:
- Anthrax - Bring the Noise (THPS2)
- Bad Religión - You (THPS2)
- Consumed - Heavy Metal Winner (THPS2)
- Goldfinger - Supermán (THPS)
- Lagwagon - May 16 (THPS2)
- Millencolin - No Cigar (THPS2)
- Powerman 5000 - When Worlds Collide (THPS2)

Nuevas:
- Pigeon John - The Bomb
- Lateef the Truthspeaker - We the People
- Pegasuses-XL - Marathon Mansión!
- Apex Manor - Teenage Blood
- Telekinesis - Please Ask for Help
- El-P Con Trent Reznor - Flyentology (Casetes Won't Listen Remix)
- Middle Class Rut - USA
- Metallica - Death Magnetic - All Nightmare Long (New DLC)

## Curiosidades
Los niveles provenientes de THPS y THPS2 fueron construidos a partir de la versión de Tony Hawk's Pro Skater 2 para XBOX (THPS2X).

## Recepción
Tony Hawk's Pro Skater HD ha recibido críticas mixtas. Obteniendo un puntaje de 67.61% en GameRankings y 66 de 100 Metacritic. De los reviews están Lucas Sullivan que le dio un 40% de aprobación GamesRadar y un 90% de aprobación por parte de Álex Rubens de G4TV. La mayoría de los puntajes más altos fueron de GameRankings y Metacritic ambos le dieron sobre el 60% de aprobación.
IGN's Nic Vargas le dio un puntaje de 8/10, mencionando su purista gameplay de antaño y lamentando la pérdida de algunos modos, como el de pantalla dividida. La revisión hecha en GameTrailers le dieron un puntaje de 7.4 ." Lucas Sullivan de GamesRadar dijo "Los fanes old-school de la franquicia se sentirán algo decepcionados por algunos lags del juego." Destructoid le dio al juego una nota de 4.5/10. G4TV le dio al juego una nota de 4.5/5 y recalco su modo en línea y el soundtrack. Official Xbox Magazine le dio Pro Skater HD un puntaje de 8/10.